# アブデルアジズ・ブーテフリカ
アブデルアズィーズ・ブーテフリカ（アラビア語: عبد العزيز بوتفليقة、Abdelaziz Bouteflika, 1937年3月2日 - 2021年9月17日）は、アルジェリアの政治家。1999年から2019年まで20年にわたって同国大統領を務めた。日本の外務省のホームページではアブデラズィズ・ブーテフリカと記載されている。

## 来歴

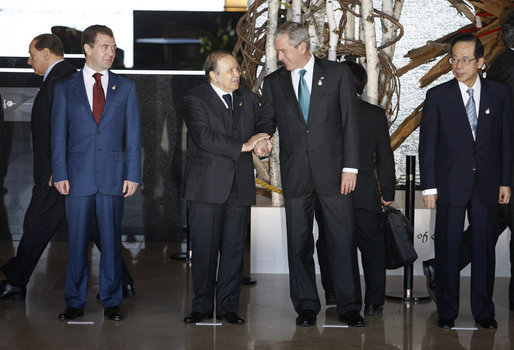
洞爺湖サミット期間中、ロシアのメドベージェフ大統領、アメリカのブッシュ大統領、福田康夫首相と共に（2008年7月7日、ザ・ウィンザーホテル洞爺リゾート&スパにて）

### 生い立ち
1937年に現モロッコ王国のウジダで生まれた。1956年、現地のリセ卒業と同時に対仏解放闘争、民族解放軍（ALN）に参加。
1962年、アルジェリア独立と同時にベン・ベラ政権で青年・スポーツ・観光相に25歳で就任。翌1963年、今度は26歳で外相に就任、「世界最年少の外相」と話題になる。しかしその後外相を解任されてしまう。1965年にブーテフリカと親しいフワーリー・ブーメディエンがクーデターを起こし政権を握るが、きっかけはブーテフリカの解任に対するベン・ベラへの反発であったともいわれる。
クーデター後、新国際経済秩序構想を主張したブーメディエン革命評議会議長のもと外相に復帰する。外相としては通算して16年間務め「アルジェリア外交の顔」であった。1974年には37歳の若さで国連総会の議長も務めている。総会議長として先進国の反対を押し切って南アの国連からの追放とPLOの国連オブザーバー参加を実現した。78年までアルジェリアを第三世界、非同盟の雄に押し上げた立て役者。ブーメディエンヌ大統領死去後、後継者と噂されたが、1979年、失脚。1980年、政府より追放。1981年、FLN中央委より追放。

### 大統領
92年シャドリ大統領辞任後、国家最高委員会の大臣顧問として挙げられるが辞退。94年には大統領候補にあがるが、再び辞退。1999年の大統領選挙で全野党が「不正選挙」だとしてボイコットするなか、与党・民族解放戦線（FLN）の候補者として出馬。73.8％の得票率を獲得して大統領に選出される。34年ぶりの文民大統領だった。2004年4月8日の大統領選挙では、84.99％の得票率で他の5候補、アリ・ベンフリス前首相を破り再選された。引き続き社会安定のためのテロとの戦い、市場経済への移行のための民営化等を掲げる。身内を側近に配し、弟のサイド・ブーテフリカは大統領顧問を務める。
就任以来、司法、教育、および行政の3大改革のほか、社会の安定（治安と国民和解）と経済改革（市場経済の導入）を図っている。積極的な外交を進めG8を始めとする先進諸国との関係改善に取り組み、90年代の国内テロに襲われた「危機の10年」によって植え付けられたアルジェリアの国際社会におけるイメージの改善に取り組んだ。治安が回復し、豊富な石油や天然ガスの輸出により経済発展を成し遂げたが、依然として失業率は高く、貧富の差は拡大している。また、資源による富も一部の政治家や軍、官僚にしか還元されていないと、野党などからは批判されている。
2008年、憲法の規定で2期5年とされる大統領任期が迫る中、長期政権を目指すため、憲法改正により任期を3期とするよう提案し、全野党が反対する中、議会で多数を占める大統領与党FLNの議員による賛成により憲法改正が承認された。この後の2008年7月に来日している。
2009年4月9日に大統領選挙が行われ、野党から6人が立候補したが、90.24パーセントで、ブーテフリカは再選された。選挙戦では、野党候補の選挙ポスターが破られるなどの不正行為が起きた。国営メディアも、野党候補の集会や演説を放送しないなど、ブーテフリカ寄りの報道を行った。また、ブーテフリカに批判的なフランスの週刊誌3誌を発禁処分にするなど、検閲を強化している。
こうした批判の中、2011年にはチュニジアでのジャスミン革命を皮切りに長期独裁政権への批判がアラブ諸国で広まり（アラブの春）、アルジェリアでも騒乱が発生しブーテフリカが批判の対象となる。同年2月24日には、1992年以来アルジェリアに19年間にわたって発令されてきた非常事態宣言を解除した。
2012年9月3日、5月の国民議会選挙を受けた新内閣の首相にアブデルマーレク・セラールを任命した。
2013年、脳梗塞を患い車椅子生活を余儀なくされる。以後、公の場に出る姿は極端に少なくなる。
2019年4月18日に予定されていた大統領選挙に出馬し5選を目指す意向を示していたが、国内で反対デモが相次いだため3月11日に出馬断念を表明。同時に大統領選挙の延期を発表したほか、ヌレディン・ベドゥイ内務大臣を新首相に任命した。同年4月1日、4月28日の任期満了までに大統領を退くことを発表。翌2日、正式に辞任した。これまで体制を支えていた軍部に追い込まれる形となった。
2021年9月17日午前9時（現地時間）頃、アルジェ郊外、ゼラルダの自宅で心不全のため死去。84歳没。その5日後には、後継の大統領代行で国民評議会議長だったアブデルカデル・ベンサラーも後を追うように世を去った。

## 家族
長らく独身であったが、1990年8月に結婚した。しかし子供はいない。ブーテフリカの家族問題はアルジェリアでタブーであるとされる。

## 人物

### 趣味
- 読書、サッカー、音楽（特にアラビア音楽）[2]。

### 言語
- アラビア語（母国語）、フランス語[2]。

### その他
- 18歳でALNに参加し、高等教育を受ける機会は全くなかったにもかかわらず、深い教養に裏打ちされたその仏語は仏の最高レベルのインテリのそれであり、アラビア語についても格調が高すぎて一般アルジェリア人には良く理解されないとも言われる程[2]。